# Jakob Christoph von Papstein
Jakob Christoph von Papstein (* 1718; † 22. Januar 1789 in Tankow bei Friedeberg (Neumark)) war ein preußischer Generalmajor, Kommandeur des Dragonerregiments Nr. 8 und Erbherr auf Tankow.

## Leben

### Herkunft
Er stammte aus dem neumärkischen Adelsgeschlecht von Papstein. Seine Eltern waren der Rittmeister und Erbherr auf Wulkow Christoph Henning von Papstein und dessen erste Ehefrau, eine geborene von Oesterling.

### Militärlaufbahn
Papstein wurde zunächst Page beim General von Blanckensee und kam danach zum Reiter-Regiment Grenadier zu Pferde (Schulenburg). Nach der Schlacht bei Mollwitz wurde das Regiment geteilt und bildete den Stamm des neuerrichteten Dragonerregiments „von Normann“. Im August 1755 wurde er Stabshauptmann. Im Siebenjährigen Krieg wurde Papstein im März 1758 Major, im Februar 1759 Oberstleutnant und im August 1769 Oberst. Er wurde dann als Kommandeur in das Dragonerregiment „Alt-Platen“ versetzt. Im September 1777 erhielt er seinen erbetenen Abschied als Generalmajor mit einer Pension. Papstein zog sich auf sein Gut Tankow in der Neumark zurück, wo er am 22. Januar 1789 verstarb.